# Venus (яхта)
Venus (англ. Венера) — супер'яхта, оформлена компанією Філіпа Старка Ubik  і виготовлена компанією Feadship для бізнесмена Стіва Джобса . Незважаючи на те, що Джобс помер у жовтні 2011 року, яхта була закінчена роком пізніше, всього на її створення було витрачено понад € 100 млн.

## Історія
Venus була спущена на воду 28 жовтня 2012 року на судноверфі Feadship в Алсмері, Нідерланди. Яхта названа в честь давньоримської богині любові.
21 грудня 2012 року яхта була затримана в Амстердамському порту через суперечку про платежі. Дизайнер, Філіп Старк, заявив, що спадкоємці Джобса винні йому €3 млн з його €9-мільйонного гонорару за створення проекту.
Яхта була звільнена з Амстердамського дока 24 грудня 2012 після оплати останніх рахунків Стіва Джобса.